# Awj (nahija)
Nahija Awj (ar. ناحية عوج)  je sirijska nahija u okrugu Masyaf u pokrajini Hama. Po popisu iz 2004. (prije rata), nahija je imala 33.344 stanovnika. Administrativno sjedište je u naselju Awj.